# آمبوهیجاناکا
آمبوهیجاناکا (به لاتین: Ambohijanaka) یک منطقهٔ مسکونی در ماداگاسکار است که در آنتاناناریوو-آتسیموندرانو واقع شده‌است. آمبوهیجاناکا ۲۳ کیلومتر مربع مساحت و ۲۷٬۰۸۸ نفر جمعیت دارد و ۱٬۲۶۰ متر بالاتر از سطح دریا واقع شده‌است.